# Škoda Roomster

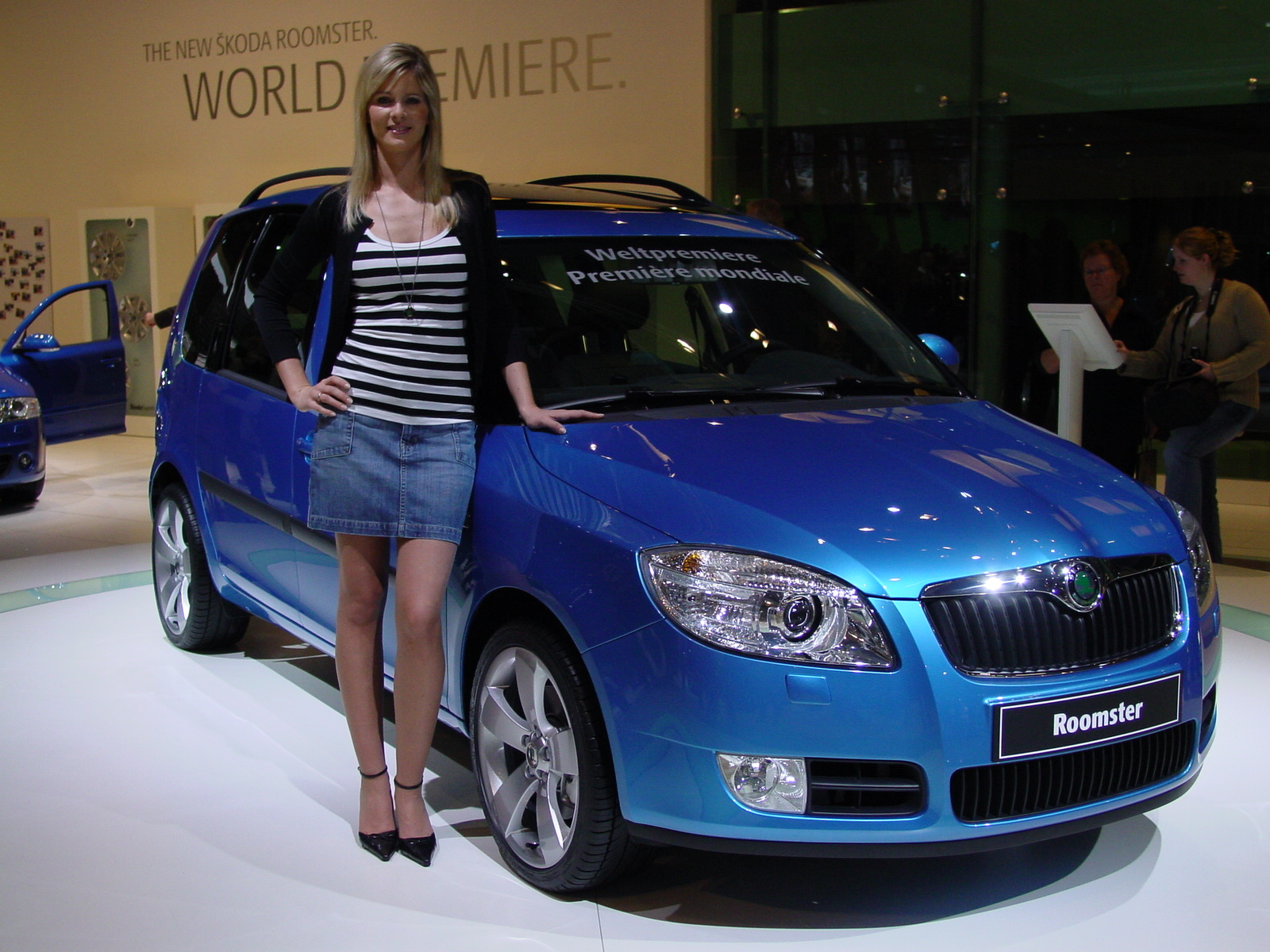
Škoda Roomster

Škoda Roomster är en familjebil av LAV/MPV-typ som presenterades 2006. Modellen baserades på en konceptbil med samma namn som 2003 visades på IAA i Frankfurt.
Roomster återfinns endast i ett karosseri; som högbyggd kombi med fem dörrar och en flexibel inredning. Dess form, som kan beskrivas som annorlunda, har banat väg för utformningen av Škoda Fabia II från 2007. Roomster delar också många tekniska lösningar med Fabia. Den erbjuds med sex motorer från en 1,2 liters bensinmotor med tre cylindrar till en fyrcylindrig 1,9 liters turbodieselmotor; samtliga välkända från andra produkter inom Volkswagengruppen.